# 西園寺実遠
西園寺 実遠（さいおんじ さねとお）は、室町時代中期から後期にかけての公卿・歌人。太政大臣・西園寺公名の子。官位は従一位・左大臣。

## 経歴
嘉吉2年（1442年）に叙爵。以降清華家当主として速いスピードで昇進し、左近衛中将・讃岐介をへて文安5年（1448年）には従三位となり公卿に列する。その後も権中納言・権大納言・右近衛大将などを経て、文正元年（1466年）に内大臣に任じられた。応仁元年（1467年）に従一位となり、内大臣を辞職。文明13年（1481年）に右大臣に任じられ、さらに文明15年（1483年）には左大臣に昇り、長享元年（1487年）まで務めた。
和歌や書をよくし、和歌集「新撰菟玖波集」を著した。

## 系譜
- 父：西園寺公名（1410-1468）
- 母：広橋兼宣の娘
- 妻：不詳
  - 男子：西園寺公藤（1455-1512）
  - 男子：洞院公連